# Ladies Tour of Norway 2017
La 4.ª edición de la Ladies Tour of Norway se celebró entre el 17 y el 19 de agosto de 2018 con inicio y final en la ciudad de Halden en Noruega. El recorrido consistió de un prólogo y 3 etapas sobre una distancia total de 403,2 km. 
La carrera hizo parte del UCI WorldTour Femenino 2017 como competencia de categoría 1.WWT del calendario ciclístico de máximo nivel mundial siendo la decimoctava carrera de dicho circuito y fue ganada por la ciclista neerlandesa Marianne Vos del equipo WM3. El podio lo completaron las ciclista estadounidense Megan Guarnier del equipo Boels Dolmans y la ciclista neerlandesa Ellen van Dijk del equipo Sunweb.

## Equipos
Tomaron parte en la carrera un total de 23 equipos, de los cuales 20 fueron equipos de categoría UCI Team Femenino invitados por la organización y 3 selecciones nacionales, quienes conformaron un pelotón de 130 de ciclistas de las cuales terminaron 97. Los equipos participantes fueron:
| Equipos femeninos (20)- Alé Cipollini Galassia - Boels Dolmans - Canyon Sram Racing - Cervélo Bigla - Cylance Pro Cycling - Drops - FDJ-Nouvelle Aquitaine-Futuroscope - Hitec Products - Lensworld-Kuota - Orica-Scott - Parkhotel Valkenburg-Destil Cycling Team - Sport Vlaanderen-Etixx - Sunweb - VéloCONCEPT Women - Wiggle High5 - WM3 Pro Cycling - UnitedHealthcare - Team WNT - Lotto Soudal - BePink Cogeas Equipos nacionales (3)- Noruega - Suecia - Australia |
| |

## Recorrido
La carrera Ladies Tour of Norway dispuso de un prólogo y 3 etapas para un recorrido total de 403,2 km.
| Etapa     | Fecha     | Recorrido                     | type        | Distancia (km) | Ganador        | Líder          |
| --------- | --------- | ----------------------------- | ----------- | -------------- | -------------- | -------------- |
| Prólogo   | 17 de ago | Halden – Halden               | prólogo     | 3              | Ellen van Dijk | Ellen van Dijk |
| 1.ª etapa | 18 de ago | Halden – Mysen                | etapa llana | 101,5          | Jolien D'Hoore | Jolien D'Hoore |
| 2.ª etapa | 19 de ago | Sarpsborg – Fredrikstad       | etapa llana | 140,1          | Chloe Hosking  | Marianne Vos   |
| 3.ª etapa | 20 de ago | Old Svinesund Bridge – Halden | etapa llana | 158,6          | Megan Guarnier | Marianne Vos   |

## Desarrollo de la carrera

### Prólogo
Halden – Halden (3 km)
| \| Clasificación de la etapa \| Clasificación de la etapa \| Clasificación de la etapa \| Clasificación de la etapa \| Clasificación de la etapa \| \| Ciclista \| Ciclista \| Equipo \| Tiempo \| \| \| ------------------------- \| ------------------------- \| ------------------------- \| ------------------------- \| ------------------------- \| \| 1.ª \| Ellen van Dijk \| Sunweb \| 3 min 44 s \| \| \| 2.ª \| Marianne Vos \| WM3 \| + 1 s \| \| \| 3.ª \| Katrin Garfoot \| Orica-Scott \| + 1 s \| \| \| 4.ª \| Lisa Klein \| Cervélo Bigla \| + 1 s \| \| \| 5.ª \| Megan Guarnier \| Boels Dolmans \| + 4 s \| \| \| 6.ª \| Juliette Labous \| Sunweb \| + 4 s \| \| \| 7.ª \| Mieke Kröger \| Canyon-SRAM Racing \| + 4 s \| \| \| 8.ª \| Jolien D'Hoore \| Wiggle High5 \| + 5 s \| \| \| 9.ª \| Lotta Lepistö \| Cervélo Bigla \| + 5 s \| \| \| 10.ª \| Katie Archibald \| Team WNT \| + 6 s \| \| |                 |                    |            |
| |                 |                    |            |
| Fuente: ProCyclingStats |                 |                    |            |
| Clasificación de la etapa |                 |                    |            |
| Ciclista | Ciclista        | Equipo             | Tiempo     |
| 1.ª | Ellen van Dijk  | Sunweb             | 3 min 44 s |
| 2.ª | Marianne Vos    | WM3                | + 1 s      |
| 3.ª | Katrin Garfoot  | Orica-Scott        | + 1 s      |
| 4.ª | Lisa Klein      | Cervélo Bigla      | + 1 s      |
| 5.ª | Megan Guarnier  | Boels Dolmans      | + 4 s      |
| 6.ª | Juliette Labous | Sunweb             | + 4 s      |
| 7.ª | Mieke Kröger    | Canyon-SRAM Racing | + 4 s      |
| 8.ª | Jolien D'Hoore  | Wiggle High5       | + 5 s      |
| 9.ª | Lotta Lepistö   | Cervélo Bigla      | + 5 s      |
| 10.ª | Katie Archibald | Team WNT           | + 6 s      |

| \| Clasificación general \| Clasificación general \| Clasificación general \| Clasificación general \| Clasificación general \| \| Ciclista \| Ciclista \| Equipo \| Tiempo \| \| \| --------------------- \| --------------------- \| --------------------- \| --------------------- \| --------------------- \| \| 1.ª \| Ellen van Dijk \| Sunweb \| 3 min 44 s \| \| \| 2.ª \| Marianne Vos \| WM3 \| + 1 s \| \| \| 3.ª \| Katrin Garfoot \| Orica-Scott \| + 1 s \| \| \| 4.ª \| Lisa Klein \| Cervélo Bigla \| + 1 s \| \| \| 5.ª \| Megan Guarnier \| Boels Dolmans \| + 4 s \| \| \| 6.ª \| Juliette Labous \| Sunweb \| + 4 s \| \| \| 7.ª \| Mieke Kröger \| Canyon-SRAM Racing \| + 4 s \| \| \| 8.ª \| Jolien D'Hoore \| Wiggle High5 \| + 5 s \| \| \| 9.ª \| Lotta Lepistö \| Cervélo Bigla \| + 5 s \| \| \| 10.ª \| Katie Archibald \| Team WNT \| + 6 s \| \| |                 |                    |            |
| |                 |                    |            |
| Fuente: ProCyclingStats |                 |                    |            |
| Clasificación general |                 |                    |            |
| Ciclista | Ciclista        | Equipo             | Tiempo     |
| 1.ª | Ellen van Dijk  | Sunweb             | 3 min 44 s |
| 2.ª | Marianne Vos    | WM3                | + 1 s      |
| 3.ª | Katrin Garfoot  | Orica-Scott        | + 1 s      |
| 4.ª | Lisa Klein      | Cervélo Bigla      | + 1 s      |
| 5.ª | Megan Guarnier  | Boels Dolmans      | + 4 s      |
| 6.ª | Juliette Labous | Sunweb             | + 4 s      |
| 7.ª | Mieke Kröger    | Canyon-SRAM Racing | + 4 s      |
| 8.ª | Jolien D'Hoore  | Wiggle High5       | + 5 s      |
| 9.ª | Lotta Lepistö   | Cervélo Bigla      | + 5 s      |
| 10.ª | Katie Archibald | Team WNT           | + 6 s      |

### 1.ª etapa
Halden – Mysen (101,5 km)
| \| Clasificación de la etapa \| Clasificación de la etapa \| Clasificación de la etapa \| Clasificación de la etapa \| Clasificación de la etapa \| \| Ciclista \| Ciclista \| Equipo \| Tiempo \| \| \| ------------------------- \| ------------------------- \| ------------------------- \| ------------------------- \| ------------------------- \| \| 1.ª \| Jolien D'Hoore \| Wiggle High5 \| 2 h 26 min 39 s \| \| \| 2.ª \| Gracie Elvin \| Orica-Scott \| + 0 s \| \| \| 3.ª \| Christine Majerus \| Boels Dolmans \| + 0 s \| \| \| 4.ª \| Elisa Balsamo \| Valcar PBM \| + 0 s \| \| \| 5.ª \| Marianne Vos \| WM3 \| + 0 s \| \| \| 6.ª \| Chloe Hosking \| Alé Cipollini \| + 0 s \| \| \| 7.ª \| Kirsten Wild \| Cylance \| + 0 s \| \| \| 8.ª \| Katarzyna Niewiadoma \| WM3 \| + 0 s \| \| \| 9.ª \| Emilie Moberg \| Hitec Products \| + 0 s \| \| \| 10.ª \| Giorgia Bronzini \| Wiggle High5 \| + 0 s \| \| |                      |                |                 |
| |                      |                |                 |
| Fuente: ProCyclingStats |                      |                |                 |
| Clasificación de la etapa |                      |                |                 |
| Ciclista | Ciclista             | Equipo         | Tiempo          |
| 1.ª | Jolien D'Hoore       | Wiggle High5   | 2 h 26 min 39 s |
| 2.ª | Gracie Elvin         | Orica-Scott    | + 0 s           |
| 3.ª | Christine Majerus    | Boels Dolmans  | + 0 s           |
| 4.ª | Elisa Balsamo        | Valcar PBM     | + 0 s           |
| 5.ª | Marianne Vos         | WM3            | + 0 s           |
| 6.ª | Chloe Hosking        | Alé Cipollini  | + 0 s           |
| 7.ª | Kirsten Wild         | Cylance        | + 0 s           |
| 8.ª | Katarzyna Niewiadoma | WM3            | + 0 s           |
| 9.ª | Emilie Moberg        | Hitec Products | + 0 s           |
| 10.ª | Giorgia Bronzini     | Wiggle High5   | + 0 s           |

| \| Clasificación general \| Clasificación general \| Clasificación general \| Clasificación general \| Clasificación general \| \| Ciclista \| Ciclista \| Equipo \| Tiempo \| \| \| --------------------- \| --------------------- \| --------------------- \| --------------------- \| --------------------- \| \| 1.ª \| Jolien D'Hoore \| Wiggle High5 \| 2 h 30 min 17 s \| \| \| 2.ª \| Marianne Vos \| WM3 \| + 2 s \| \| \| 3.ª \| Ellen van Dijk \| Sunweb \| + 6 s \| \| \| 4.ª \| Katrin Garfoot \| Orica-Scott \| + 7 s \| \| \| 5.ª \| Lisa Klein \| Cervélo Bigla \| + 7 s \| \| \| 6.ª \| Megan Guarnier \| Boels Dolmans \| + 8 s \| \| \| 7.ª \| Mieke Kröger \| Canyon-SRAM Racing \| + 9 s \| \| \| 8.ª \| Christine Majerus \| Boels Dolmans \| + 10 s \| \| \| 9.ª \| Juliette Labous \| Sunweb \| + 10 s \| \| \| 10.ª \| Lotta Lepistö \| Cervélo Bigla \| + 11 s \| \| |                   |                    |                 |
| |                   |                    |                 |
| Fuente: ProCyclingStats |                   |                    |                 |
| Clasificación general |                   |                    |                 |
| Ciclista | Ciclista          | Equipo             | Tiempo          |
| 1.ª | Jolien D'Hoore    | Wiggle High5       | 2 h 30 min 17 s |
| 2.ª | Marianne Vos      | WM3                | + 2 s           |
| 3.ª | Ellen van Dijk    | Sunweb             | + 6 s           |
| 4.ª | Katrin Garfoot    | Orica-Scott        | + 7 s           |
| 5.ª | Lisa Klein        | Cervélo Bigla      | + 7 s           |
| 6.ª | Megan Guarnier    | Boels Dolmans      | + 8 s           |
| 7.ª | Mieke Kröger      | Canyon-SRAM Racing | + 9 s           |
| 8.ª | Christine Majerus | Boels Dolmans      | + 10 s          |
| 9.ª | Juliette Labous   | Sunweb             | + 10 s          |
| 10.ª | Lotta Lepistö     | Cervélo Bigla      | + 11 s          |

### 2.ª etapa
Sarpsborg – Fredrikstad (140,1 km)
| \| Clasificación de la etapa \| Clasificación de la etapa \| Clasificación de la etapa \| Clasificación de la etapa \| Clasificación de la etapa \| \| Ciclista \| Ciclista \| Equipo \| Tiempo \| \| \| ------------------------- \| ------------------------- \| ---------------------------------- \| ------------------------- \| ------------------------- \| \| 1.ª \| Chloe Hosking \| Alé Cipollini \| 3 h 34 min 26 s \| \| \| 2.ª \| Marianne Vos \| WM3 \| + 0 s \| \| \| 3.ª \| Ellen van Dijk \| Sunweb \| + 0 s \| \| \| 4.ª \| Jolien D'Hoore \| Wiggle High5 \| + 0 s \| \| \| 5.ª \| Lotta Lepistö \| Cervélo Bigla \| + 0 s \| \| \| 6.ª \| Roxane Fournier \| FDJ-Nouvelle Aquitaine-Futuroscope \| + 0 s \| \| \| 7.ª \| Floortje Mackaij \| Sunweb \| + 0 s \| \| \| 8.ª \| Tiffany Cromwell \| Canyon-SRAM Racing \| + 0 s \| \| \| 9.ª \| Claudia Koster \| VéloCONCEPT Women \| + 0 s \| \| \| 10.ª \| Alexis Ryan \| Canyon-SRAM Racing \| + 0 s \| \| |                  |                                    |                 |
| |                  |                                    |                 |
| Fuente: ProCyclingStats |                  |                                    |                 |
| Clasificación de la etapa |                  |                                    |                 |
| Ciclista | Ciclista         | Equipo                             | Tiempo          |
| 1.ª | Chloe Hosking    | Alé Cipollini                      | 3 h 34 min 26 s |
| 2.ª | Marianne Vos     | WM3                                | + 0 s           |
| 3.ª | Ellen van Dijk   | Sunweb                             | + 0 s           |
| 4.ª | Jolien D'Hoore   | Wiggle High5                       | + 0 s           |
| 5.ª | Lotta Lepistö    | Cervélo Bigla                      | + 0 s           |
| 6.ª | Roxane Fournier  | FDJ-Nouvelle Aquitaine-Futuroscope | + 0 s           |
| 7.ª | Floortje Mackaij | Sunweb                             | + 0 s           |
| 8.ª | Tiffany Cromwell | Canyon-SRAM Racing                 | + 0 s           |
| 9.ª | Claudia Koster   | VéloCONCEPT Women                  | + 0 s           |
| 10.ª | Alexis Ryan      | Canyon-SRAM Racing                 | + 0 s           |

| \| Clasificación general \| Clasificación general \| Clasificación general \| Clasificación general \| Clasificación general \| \| Ciclista \| Ciclista \| Equipo \| Tiempo \| \| \| --------------------- \| --------------------- \| --------------------- \| --------------------- \| --------------------- \| \| 1.ª \| Marianne Vos \| WM3 \| 6 h 04 min 31 s \| \| \| 2.ª \| Jolien D'Hoore \| Wiggle High5 \| + 12 s \| \| \| 3.ª \| Ellen van Dijk \| Sunweb \| + 12 s \| \| \| 4.ª \| Megan Guarnier \| Boels Dolmans \| + 17 s \| \| \| 5.ª \| Katrin Garfoot \| Orica-Scott \| + 19 s \| \| \| 6.ª \| Lisa Klein \| Cervélo Bigla \| + 19 s \| \| \| 7.ª \| Chloe Hosking \| Alé Cipollini \| + 20 s \| \| \| 8.ª \| Christine Majerus \| Boels Dolmans \| + 21 s \| \| \| 9.ª \| Lotta Lepistö \| Cervélo Bigla \| + 21 s \| \| \| 10.ª \| Juliette Labous \| Sunweb \| + 22 s \| \| |                   |               |                 |
| |                   |               |                 |
| Fuente: ProCyclingStats |                   |               |                 |
| Clasificación general |                   |               |                 |
| Ciclista | Ciclista          | Equipo        | Tiempo          |
| 1.ª | Marianne Vos      | WM3           | 6 h 04 min 31 s |
| 2.ª | Jolien D'Hoore    | Wiggle High5  | + 12 s          |
| 3.ª | Ellen van Dijk    | Sunweb        | + 12 s          |
| 4.ª | Megan Guarnier    | Boels Dolmans | + 17 s          |
| 5.ª | Katrin Garfoot    | Orica-Scott   | + 19 s          |
| 6.ª | Lisa Klein        | Cervélo Bigla | + 19 s          |
| 7.ª | Chloe Hosking     | Alé Cipollini | + 20 s          |
| 8.ª | Christine Majerus | Boels Dolmans | + 21 s          |
| 9.ª | Lotta Lepistö     | Cervélo Bigla | + 21 s          |
| 10.ª | Juliette Labous   | Sunweb        | + 22 s          |

### 3.ª etapa
Svinesund Bridge – Halden (158,6 km)
| \| Clasificación de la etapa \| Clasificación de la etapa \| Clasificación de la etapa \| Clasificación de la etapa \| Clasificación de la etapa \| \| Ciclista \| Ciclista \| Equipo \| Tiempo \| \| \| ------------------------- \| ------------------------- \| --------------------------- \| ------------------------- \| ------------------------- \| \| 1.ª \| Megan Guarnier \| Boels Dolmans \| 4 h 05 min 55 s \| \| \| 2.ª \| Ellen van Dijk \| Sunweb \| + 0 s \| \| \| 3.ª \| Marianne Vos \| WM3 \| + 0 s \| \| \| 4.ª \| Lotta Lepistö \| Cervélo Bigla \| + 0 s \| \| \| 5.ª \| Floortje Mackaij \| Sunweb \| + 0 s \| \| \| 6.ª \| Gracie Elvin \| Orica-Scott \| + 0 s \| \| \| 7.ª \| Giorgia Bronzini \| Wiggle High5 \| + 0 s \| \| \| 8.ª \| Christine Majerus \| Boels Dolmans \| + 0 s \| \| \| 9.ª \| Tiffany Cromwell \| Canyon-SRAM Racing \| + 0 s \| \| \| 10.ª \| Demi De Jong \| Parkhotel Valkenburg-Destil \| + 0 s \| \| |                   |                             |                 |
| |                   |                             |                 |
| Fuente: ProCyclingStats |                   |                             |                 |
| Clasificación de la etapa |                   |                             |                 |
| Ciclista | Ciclista          | Equipo                      | Tiempo          |
| 1.ª | Megan Guarnier    | Boels Dolmans               | 4 h 05 min 55 s |
| 2.ª | Ellen van Dijk    | Sunweb                      | + 0 s           |
| 3.ª | Marianne Vos      | WM3                         | + 0 s           |
| 4.ª | Lotta Lepistö     | Cervélo Bigla               | + 0 s           |
| 5.ª | Floortje Mackaij  | Sunweb                      | + 0 s           |
| 6.ª | Gracie Elvin      | Orica-Scott                 | + 0 s           |
| 7.ª | Giorgia Bronzini  | Wiggle High5                | + 0 s           |
| 8.ª | Christine Majerus | Boels Dolmans               | + 0 s           |
| 9.ª | Tiffany Cromwell  | Canyon-SRAM Racing          | + 0 s           |
| 10.ª | Demi De Jong      | Parkhotel Valkenburg-Destil | + 0 s           |

## Clasificaciones finales
Las clasificaciones finalizaron de la siguiente forma:

### Clasificación general
| \| Clasificación general \| Clasificación general \| Clasificación general \| Clasificación general \| Clasificación general \| \| Ciclista \| Ciclista \| Equipo \| Tiempo \| \| \| --------------------- \| --------------------- \| --------------------- \| --------------------- \| --------------------- \| \| 1.ª \| Marianne Vos \| WM3 \| 10 h 10 min 19 s \| \| \| 2.ª \| Megan Guarnier \| Boels Dolmans \| + 13 s \| \| \| 3.ª \| Ellen van Dijk \| Sunweb \| + 13 s \| \| \| 4.ª \| Katrin Garfoot \| Orica-Scott \| + 26 s \| \| \| 5.ª \| Lisa Klein \| Cervélo Bigla \| + 26 s \| \| \| 6.ª \| Chloe Hosking \| Alé Cipollini \| + 27 s \| \| \| 7.ª \| Christine Majerus \| Boels Dolmans \| + 28 s \| \| \| 8.ª \| Lotta Lepistö \| Cervélo Bigla \| + 28 s \| \| \| 9.ª \| Juliette Labous \| Sunweb \| + 29 s \| \| \| 10.ª \| Alexis Ryan \| Canyon-SRAM Racing \| + 30 s \| \| |                   |                    |                  |
| |                   |                    |                  |
| Fuente: ProCyclingStats |                   |                    |                  |
| Clasificación general |                   |                    |                  |
| Ciclista | Ciclista          | Equipo             | Tiempo           |
| 1.ª | Marianne Vos      | WM3                | 10 h 10 min 19 s |
| 2.ª | Megan Guarnier    | Boels Dolmans      | + 13 s           |
| 3.ª | Ellen van Dijk    | Sunweb             | + 13 s           |
| 4.ª | Katrin Garfoot    | Orica-Scott        | + 26 s           |
| 5.ª | Lisa Klein        | Cervélo Bigla      | + 26 s           |
| 6.ª | Chloe Hosking     | Alé Cipollini      | + 27 s           |
| 7.ª | Christine Majerus | Boels Dolmans      | + 28 s           |
| 8.ª | Lotta Lepistö     | Cervélo Bigla      | + 28 s           |
| 9.ª | Juliette Labous   | Sunweb             | + 29 s           |
| 10.ª | Alexis Ryan       | Canyon-SRAM Racing | + 30 s           |

### Clasificación por puntos
| Clasificación por puntos | Clasificación por puntos | Clasificación por puntos | Clasificación por puntos | Clasificación por puntos |
| Ciclista                 | Ciclista                 | Equipo                   | Puntos                   |                          |
| ------------------------ | ------------------------ | ------------------------ | ------------------------ | ------------------------ |
| 1.ª                      | Marianne Vos             | WM3                      | 37 pts                   |                          |
| 2.ª                      | Megan Guarnier           | Boels Dolmans            | 16 pts                   |                          |
| 3.ª                      | Chloe Hosking            | Alé Cipollini            | 13 pts                   |                          |
| 4.ª                      | Ellen van Dijk           | Sunweb                   | 12 pts                   |                          |
| 5.ª                      | Jolien D'Hoore           | Wiggle High5             | 11 pts                   |                          |
| 6.ª                      | Lotta Lepistö            | Cervélo Bigla            | 8 pts                    |                          |
| 7.ª                      | Gracie Elvin             | Orica-Scott              | 6 pts                    |                          |
| 8.ª                      | Lisen Hockings           | Australia                | 5 pts                    |                          |
| 9.ª                      | Christine Majerus        | Boels Dolmans            | 5 pts                    |                          |
| 10.ª                     | Alexis Ryan              | Canyon-SRAM Racing       | 3 pts                    |                          |

### Clasificación de la montaña
| Clasificación de la montaña | Clasificación de la montaña | Clasificación de la montaña | Clasificación de la montaña | Clasificación de la montaña |
| Ciclista                    | Ciclista                    | Equipo                      | Puntos                      |                             |
| --------------------------- | --------------------------- | --------------------------- | --------------------------- | --------------------------- |
| 1.ª                         | Janneke Ensing              | Alé Cipollini               | 19 pts                      |                             |
| 2.ª                         | Rossella Ratto              | Cylance                     | 15 pts                      |                             |
| 3.ª                         | Megan Guarnier              | Boels Dolmans               | 5 pts                       |                             |
| 4.ª                         | Anouska Helena Koster       | WM3                         | 5 pts                       |                             |
| 5.ª                         | Małgorzata Jasińska         | Cylance                     | 4 pts                       |                             |
| 6.ª                         | Alison Jackson              | BePink Cogeas               | 4 pts                       |                             |
| 7.ª                         | Juliette Labous             | Sunweb                      | 2 pts                       |                             |
| 8.ª                         | Tetyana Riabchenko          | Lensworld-Kuota             | 2 pts                       |                             |
| 9.ª                         | Ellen van Dijk              | Sunweb                      | 1 pt                        |                             |
| 10.ª                        | Katarzyna Pawłowska         | Boels Dolmans               | 1 pt                        |                             |

### Clasificación de las jóvenes
| Clasificación del mejor joven | Clasificación del mejor joven | Clasificación del mejor joven | Clasificación del mejor joven | Clasificación del mejor joven |
| Ciclista                      | Ciclista                      | Equipo                        | Tiempo                        |                               |
| ----------------------------- | ----------------------------- | ----------------------------- | ----------------------------- | ----------------------------- |
| 1.ª                           | Lisa Klein                    | Cervélo Bigla                 | 10 h 10 min 45 s              |                               |
| 2.ª                           | Juliette Labous               | Sunweb                        | + 3 s                         |                               |
| 3.ª                           | Demi De Jong                  | Parkhotel Valkenburg-Destil   | + 16 s                        |                               |
| 4.ª                           | Floortje Mackaij              | Sunweb                        | + 40 s                        |                               |
| 5.ª                           | Liane Lippert                 | Sunweb                        | + 49 s                        |                               |
| 6.ª                           | Amalie Dideriksen             | Boels Dolmans                 | + 52 s                        |                               |
| 7.ª                           | Elisa Balsamo                 | Valcar PBM                    | + 54 s                        |                               |
| 8.ª                           | Susanne Andersen              | Hitec Products                | + 56 s                        |                               |
| 9.ª                           | Kelly Van den Steen           | Sport Vlaanderen-Etixx        | + 1 min 02 s                  |                               |
| 10.ª                          | Nina Buysman                  | Parkhotel Valkenburg-Destil   | + 1 min 26 s                  |                               |

### Clasificación por equipos
| Clasificación por equipos | Clasificación por equipos          | Clasificación por equipos | Clasificación por equipos |
| Equipo                    | Equipo                             | Tiempo                    |                           |
| ------------------------- | ---------------------------------- | ------------------------- | ------------------------- |
| 1.º                       | Sunweb                             | 30 h 32 min 25 s          |                           |
| 2.º                       | Boels Dolmans                      | + 5 s                     |                           |
| 3.º                       | Orica-Scott                        | + 13 s                    |                           |
| 4.º                       | WM3 Pro Cycling                    | + 1 min 12 s              |                           |
| 5.º                       | Wiggle High5                       | + 1 min 34 s              |                           |
| 6.º                       | VéloCONCEPT Women                  | + 1 min 50 s              |                           |
| 7.º                       | Alé Cipollini Galassia             | + 1 min 59 s              |                           |
| 8.º                       | FDJ-Nouvelle Aquitaine-Futuroscope | + 2 min 28 s              |                           |
| 9.º                       | Cylance Pro Cycling                | + 2 min 31 s              |                           |
| 10.º                      | Hitec Products                     | + 3 min 13 s              |                           |

## Evolución de las clasificaciones
| Etapa                   | Vencedor                | Clasificación general | Clasificación por puntos | Clasificación de la montaña | Clasificación de las jóvenes | Clasificación de la mejor noruega | Clasificación por equipos |
| ----------------------- | ----------------------- | --------------------- | ------------------------ | --------------------------- | ---------------------------- | --------------------------------- | ------------------------- |
| Prólogo                 | Ellen van Dijk          | Ellen van Dijk        | Marianne Vos             | Katrin Garfoot              | Lisa Klein                   | Vita Heine                        | Sunweb                    |
| 1.ª                     | Jolien D'Hoore          | Jolien D'Hoore        | Marianne Vos             | Rosella Ratto               | Lisa Klein                   | Susanne Andersen                  | Sunweb                    |
| 2.ª                     | Chloe Hosking           | Marianne Vos          | Marianne Vos             | Janneke Ensing              | Lisa Klein                   | Susanne Andersen                  | Sunweb                    |
| 3.ª                     | Megan Guarnier          | Marianne Vos          | Marianne Vos             | Janneke Ensing              | Lisa Klein                   | Susanne Andersen                  | Sunweb                    |
| Clasificaciones finales | Clasificaciones finales | Marianne Vos          | Marianne Vos             | Janneke Ensing              | Lisa Klein                   | Susanne Andersen                  | Sunweb                    |

## UCI WorldTour Femenino
La Ladies Tour of Norway otorga puntos para el UCI WorldTour Femenino 2017, incluyendo a todas las corredoras de los equipos en las categorías UCI Team Femenino. Las siguientes tablas muestran el baremo de puntuación y las 10 corredoras que obtuvieron más puntos:
| Posición              | 1.ª | 2.ª | 3.ª | 4.ª | 5.ª | 6.ª | 7.ª | 8.ª | 9.ª | 10.ª | 11.ª | 12.ª | 13.ª | 14.ª | 15.ª | 16.ª | 17.ª | 18.ª | 19.ª | 20.ª |
| Clasificación general | 120 | 100 | 85  | 70  | 60  | 50  | 40  | 35  | 30  | 25   | 20   | 18   | 16   | 14   | 12   | 10   | 8    | 6    | 4    | 2    |
| Por etapa             | 25  | 20  | 18  | 16  | 14  | 12  | 10  | 8   | 6   | 4    |      |      |      |      |      |      |      |      |      |      |
| Líder                 | 6   |     |     |     |     |     |     |     |     |      |      |      |      |      |      |      |      |      |      |      |

| 1.ª  |  |  | 120 |
| 2.ª  |  |  | 100 |
| 3.ª  |  |  | 85  |
| 4.ª  |  |  | 70  |
| 5.ª  |  |  | 60  |
| 6.ª  |  |  | 50  |
| 7.ª  |  |  | 40  |
| 8.ª  |  |  | 35  |
| 9.ª  |  |  | 30  |
| 10.ª |  |  | 25  |